# خليل حاوي
خليل حاوي (1919 - 1982)، شاعر لبناني، ولد في في الشوير في لبنان.

## حياته
درس في المدارس المحلية حتى سن الثانية عشر حين مرض والده، فاضطر إلى احتراف مهنة البناء ورصف الطرق، وخلال فترة عمله عاملاً للبناء والرصف كان كثير القراءة والكتابة ونَظَم الشعر الموزون والحرّ بالفصحى والعامية. تعلم اللغات العربية والإنجليزية والفرنسية والفيزياء والكيمياء والرياضيات، وأتم تعليمه الثانوي بكلية الشويفات الوطنية.
التحق بالجامعة الأمريكية في بيروت وتخرج منها بتفوق، ما مكنه من الحصول على منحة للالتحاق بجامعة كامبردج البريطانية، فنال شهادة الدكتوراه وعاد بعدها إلى لبنان ليعمل أستاذًا في الجامعة التي تخرج فيها واستمر في هذا العمل حتى وفاته. انتسب إلى الحزب السوري القومي الاجتماعي، وكان عضو في مجلس بلدية الشوير.
نشر أولى أعماله الشعرية في مجلة (العروة الوثقى) التي كان أحد القائمين على إصدراها. له 6 دواوين شعرية وغنى له من المطربين المعروفين كمارسيل خليفة.

## الشعر
منذ بداياته بدا شعر خليل حاوي وكأنه قد (أدخل رعشة جديدة على الشعر)العربي، كما قال فكتور هيغو عن شعر بودلير، فقد ابتعد حاوي عن ارتياد الموضوعات الوصفية، والمعاني والصور المستهلكة في شعره، واستضاء دربه الشعري بثقافته الفلسفية والأدبية والنقدية، وجعل النفس والكون والطبيعة والحياة موضوعَ شعره.
كانت الرموز قوام شعره، وهي رموز حسية ونفسية وأسطورية وثقافية. كما عرف شعره الرموز المشهدية التي ضمت في قلبها رموزًا متعددة ومتوالدة.

### أشهر قصائده
قصيدة «يعبرون الجسر» التي سارت على ألسنة آلاف اللبنانيين والفلسطينيين بشكل خاصّ، وذلك حين لحّن مارسيل خليفة مقطعًا قصيرًا منها:
| خليل حاوي | يعبرون الجسر في الصبح خفافًا أضلعي امتدت لهم جسرًا وطيدْ من كهوف الشرق من مستنقع الشرق إلى الشرق الجديد أضلعي امتدت لهم جسرًا وطيدْ | خليل حاوي |

### دواوينه الشعرية
- نهر الرماد عام 1957
- الناي والريح عام 1961
- بيادر الجوع عام 1965
- ديوان خليل حاوي عام 1972
- الرعد الجريح عام 1979
- من جحيم الكوميديا عام 1979

## وفاته
مع دخول قوات الاحتلال الإسرائيلي إلى بيروت في يونيو عام 1982، لم يتحمل الشاعر خليل حاوي ما رآه فأطلق النار على رأسه في منزله في شارع الحمراء في بيروت وفارق الحياة.

## كتب تناولت سيرته
- نُشرت سيرته الذاتية تحت عنوان: رسائل الحب والحياة في عام 1987.
- تناول شعره وثقافته ورمزيته الدكتور محمد جابر الانصاري في كتابه انتحار المثقفين العرب[5]

## روابط خارجية
- خليل حاوي على موقع الموسوعة البريطانية (الإنجليزية)
- خليل حاوي على موقع ميوزك برينز (الإنجليزية)
- خليل حاوي على موقع ديسكوغز (الإنجليزية)